# Maurice Boitel
Maurice Boitel (n. 31 iulie 1919, Tillières-sur-Avre, Haute-Normandie, Franța – d. 11 august 2007, Audresselles, Nord-Pas-de-Calais, Franța) a fost un pictor francez de la școala École de Paris.

## Viața
Imediat după nașterea sa, în Normandia, Maurice Boitel a locuit până la vârsta de 12 ani în Bourgogne la Gevrey-Chambertin, a cărui studiu de aprod a fost cumpărat de către tatăl său. Totodată, în această frumoasă provincie, a dobândit dragostea sa profundă față de natură și poate această bucurie de a trăi, oglindită în operele sale, din anumite perioade.
Înainte de a fi admis la Școala națională superioară de arte frumoase (Beaux-Arts) din Paris (la atelierul Narbonne), chiar după ce a luat parte la cel de-al doilea război mondial într-o unitate combatantă, Maurice Boitel a fost succesiv elev al școlilor Beaux-arts din Boulogne-sur-Mer, Amiens, orașe unde va locui câțiva ani, apoi la Dijon (în atelierul lui Andre Claudot) timp în care familia sa a revenit în Bourgogne, la Nuits-Saint-Georges.
În 1946, este laureat al premiului Abd-el-Tif, care îi permite să locuiască 2 ani în Alger împreună cu familia sa.

## Premii, expoziții, muzee
După întoarcerea în metropolă, pictorul Maurice Boitel are expoziții la Paris la: Salonul Artiștilor Independenți, Salonul Tinerei Picturi, Salonul Toamnei, iar mai târziu, la: Salonul Artiștilor Francezi, Salonul de Desen, Peinture a l'eau, Salonul Terre Latine, Salonul Societății Naționale de Arte-Frumoase și la Salonul "Comparații". Este membru al comitetelor din ultimele două saloane.
În 1949 prezintă o expoziție particulară a picturilor sale din Algeria, la Galeria Elysée, rue du Faubourg Saint-Honoré.   
În 1951 are loc o nouă expoziție particulară, la exact aceeași galerie. Participă totodată la o expozitie de grup la Galeria Suillerot și la expoziții cu temă, prezidate de către Jaques Hebertot, în cadrul Asociației Amatorilor de Pictură. În 1958, primește Premiul Antral, decernat de orașul Paris, și prezintă o expoziție particulară la galeria René Drouet, rue du Faubourg Saint-Honoré, la Paris unde, mai târziu, va prezenta și alte expoziții. 
La inceputul anilor 1950 primește comenzi de decorații (fresce și ceramică) pe care le realizează el însuși în întregime pentru grupurile școlare Robespierre la Montreuil-sous-Bois și Jean-Charles Gatinot la Montgeron. 
În 1963, premiul Pierre Puvis de Chavannes, decernat de Societatea Națională de Arte-Frumoase îi permite să prezinte un ansamblu alcătuit din operele sale la Muzeul de Artă modernă din Paris.  
În 1966 primește premiul Francis Smith care constă într-un sejur ăn Portugalia. În 1968, primește medalia de aur a Artiștilor Francezi și a ACADEMIA Artelor-Frumoase îi decernează Premiul Bastein Lapage.
În 1970, este invitat de către Marina Națională să rămână pe port-avionul Clemenceau. Cu această ocazia realizează mai multe picturi cu peisaje din Țările de NORD. 
În 1980, este rândul Institutului Francez să-i atribuie Premiul Dumas Millier. Multe alte premii vin apoi să încoroneze cariera sa de pictor artist, printre care se numără și Marele Premiu al Consiliului General din Seine-et-Marne (1974), Premiul Roger Deverin acuarele decernate de fundația Taylor (1984). Expoziții particulare, în muzeele din Boulogne-sur-Mer în 1976, din Saint-Maur în 1977, din Montbard în 1982, din Montreuil-sur-Mer în 1993, i-au dat ocazia de a prezenta în mai multe săli, retrospective cu marile tablouri unde sunt ilustrate compoziții ce prezintă peisaje din Franța, Italia), Spania, Portugalia, Olanda etc.
În 1990, Salonul de toamnă de la Paris i-au oferit un omagiu în trei săli la Marele Palais din Paris.
În 1999, Președintele Comisiei din Salonul independenților de la Paris îl invită să prezinte o retrospectivă a operelor sale.
În 2003 salonul societății naționale a artelor-frumoase (beaux-arts) îi decernează Medalia de aur. A fost totodată și invitat de onoare în mai multe saloane de pictură la: Rosny-sous-Bois (1980), Blois (1983), Wimereux (1984), Villeneuve-le-Roi (1984), Yvetot (1986), Alfortville (1987), Bourges (1987), Saumur (1987), Metz (1991), Limoges (1992), Tours (1992).
Amatori din Marea Britanie, Statele Unite, Brazilia, Iran, Japonia, Venezuela etc au achiziționat numeroase tablouri, precum Statul francez și Orașul Paris.
Unele dintre operele sale sunt expuse în muzeele din Dijon, Saint-Maur-des-fossés, Sceaux et de Valence, Alger (L'entrée de la Villa Abd El Tif), Constantine (La villa des arcades), Bejaia/ex-Bougie (Intérieur) mai ales, la primăria din Paris și în câteva ambasade ale Franței (Bogota et Kinshasa în special).
Printre prietenii săi pictori cei mai apropiați se numără în special Daniel du Janerand, Louis Vuillermoz, Pierre-Henry, Jean-Pierre Alaux, Bernard Buffet, Antoni Pitxot, Jean Carzou, André Hambourg, Emilio Grau Sala, Rodolphe Caillaux, Pierre Gaillardot și Paul Collomb.
Expoziția grupului actual
În aprilie și mai 2006: "Majestueux Maghreb" la galeria Danielle Bourdette-Gorzkowski, cheile Saint-Etienne à Honfleur (14600).

## Opera
Evoluția pictorului durează toata viața: până în 1946, anul căsătoriei sale, practica o pictură expresivă, apoi din 1946 până în 1952, o pictură foarte colorată mai ales în Algeria. Din 1952 până în 1956 el realizează tablouri personale: în peisaje, obiectele sunt definite prin contururi negre cu retușuri cu cuțitul. În timpul acestei perioade mai întâi pictează la Capul Gris-Nez, tablouri sobre și sumbre de furtună, bărci pe plajă, ruine de război. Pictează și personaje: clovni, crescători de păsări, marinari sau portrete. Apoi din 1958 până în 1965 el pictează la Cadaques(Spania) în fiecare vară. Este același stil, cu luminile și culorile vii ale Mediteranei (peisaje, marinari, portrete, oameni pe plajă).
Începând cu 1965, opera sa rămâne structurată dar nu mai apar contururile: folosește mai mult acuarela la Nisa, în Italia și la Sancerrois. În fiecare an, el vine la Cap Gris-Nez, la Audresselles, sau la Ambazac. Regiunea pariziană unde locuiește de obicei i-a furnizat inspirație (Montmartre, Bois de Vincennes, insulele Senei, ale Marnei, Guermantes și Conches-sur-Gondoire). Din 1980 avea tendința de a evoca o realitate idealizată.